# 邓秀新
邓秀新（1961年11月11日—），湖南宜章人，中华人民共和国果树学家，中国工程院院士。中国共产党党员、中国民主同盟盟员。他是中华人民共和国首位果树学博士。

## 生平
1980年代初，邓秀新自湖南农学院本科毕业后，考入华中农业大学，师从柑橘专家章文才教授。攻读硕士研究生期间，邓秀新攻克了“柑橘愈伤组织染色体变异研究”课题。攻读博士期间，邓秀新攻克了柑橘原生质体培养及植株再生技术，使中国成为继以色列、日本之后，世界上第三个取得柑橘原生质体再生植株的国家。邓秀新还改进了培养及栽培方法，使再生植株需要的时间比以色列缩短了两个月，大大提高了成活率。该研究成果于1989年获中华人民共和国农业部科技进步一等奖。
1987年，邓秀新毕业于华中农业大学，获得博士学位。1987年，邓秀新被派往美国佛罗里达大学柑橘研究及教育中心开展合作研究。在一年的合作研究中，他独立完成了“三倍体胚乳愈伤组织再生成植株并植入大田”等20多个柑橘属间、种间融合研究，其中柑橘属同金柑属融合的体细胞杂种是世界首创。
此后，他成为华中农业大学教授，博士生导师。历任中国柑橘学会理事长、国际柑橘学会主席、中国园艺学会副理事长。1995年5月至2002年3月任华中农业大学副校长。2002年3月被聘为长江学者特聘教授。2007年当选为中国工程院院士。2007年6月起，任华中农业大学校长，接替张端品。在“十二五”体系建设工作中，邓秀新成为现代农业产业技术体系国家柑橘产业技术体系首席科学家。
2016年6月，当选中国科协副主席。2018年2月24日，当选为第十三届全国人大代表。同年6月，当选为中国工程院副院长。
他是第九、十届全国政协委员。第十一、十二届全国人大常委会委员。

## 学术贡献
他主要研究柑橘遗传改良及品种选育。1999年起，他牵头组织国家“948”重大项目，筛选出了适合长江流域栽培的“红肉脐橙”、“船柚”、“纽荷尔”脐橙等品种。在赣南、湘南等地区大范围示范推广预植大苗定植技术，获得2006年度国家科技进步二等奖。他是使中国由脐橙进口国转变为出口国的领军人物。